# Vivian Maier
Vivian Maier (Nueva York, 1 de febrero de 1926 - Chicago, 21 de abril de 2009) fue una fotógrafa estadounidense. Su obra, muy focalizada en la vida cotidiana de la calle, gozó de una gran repercusión gracias a coleccionistas estadounidenses y, póstumamente, es hoy popular entre el público y la crítica de América del Norte, Asia y Europa.

## Biografía
Hija de la francesa Maria Jaussaud y el austriaco Charles Maier, Vivian Maier nació en Nueva York, aunque pasó gran parte de su juventud en Francia.
Pasó su infancia entre Francia y Estados Unidos. Hacia 1930, su padre abandonó la familia. Junto a su madre convivió una temporada con una pionera de la fotografía, la surrealista Jeanne J. Bertrand, de quien pudo obtener su interés vocacional por la fotografía.
En 1951, con 25 años y sin su madre, se mudó a Nueva York y empezó a trabajar como niñera, labor que continuará profesionalmente durante el resto de su vida. Adquiere al año siguiente su célebre cámara Rolleiflex.
En 1956 se trasladó a Chicago, a una zona cercana al Rogers Park. Allí, la familia para la que trabajaba le permitió tener un pequeño cuarto de baño junto a su habitación, que Maier comenzó a utilizar como cuarto oscuro para revelar algunas de sus fotografías. Sin embargo, a medida que los niños crecían y tenía que cambiar de familia, se veía abocada a dejar sin revelar carretes que poco a poco se iban acumulando. En esta época comienza Vivian Maier a tomar fotografías en color, utilizando carretes Kodak y distintos tipos de cámaras réflex. Junto a esto, la temática de las fotografías de Maier fue cambiando para centrarse en grafitis y objetos abandonados en lugar de en las ocupaciones diarias de la gente.
En la década de los 80, Maier se vio se tuvo que enfrentar con la inestabilidad en su trabajo de niñera, viéndose obligada a cambiar cada poco de familia. Esto le impidió seguir revelando sus fotos, por lo que los carretes sin revelar se seguían acumulando. A finales de la década de los '90 o principios de los 2000, Maier tuvo que guardar y almacenar su cámara y sus pertenencias mientras intentaba mantenerse a flote. En una situación precaria, logró trabajar con una familia que le permitió mantener durante algún tiempo un pequeño estudio.
Maloof resume la descripción que hacían de ella algunas personas a las que cuidó cuando eran pequeñas:

Era socialista, feminista, crítica de cine y campechana. Aprendió inglés yendo al teatro porque le encantaba. Solía llevar chaqueta de hombre, zapatos de hombre y un sombrero grande. Estaba tomando fotografías todo el tiempo y luego no se las enseñaba a nadie.

En diciembre de 2008, cuando caminaba sobre hielo, se cayó y golpeó en la cabeza. Fue llevada a una residencia de ancianos en Oak Park donde falleció cuatro meses después, a los 83 años.

## Estilo
Maier no revelaba muchos de sus carretes porque no se lo podía permitir. Solo tomaba fotos sin descanso y sin que pareciera importar el resultado final.
También coleccionaba libros de arte y las esquelas de los periódicos. De una de ellas sacó el relato de una de sus películas en Super 8: la historia de una madre y un hijo asesinados. Maier fue con su cámara y rodó primero el supermercado donde la madre trabajaba; luego, la casa donde vivía con el hijo, y así, uno a uno, todos los lugares en los que ellos habían estado. En una de las cintas que el coleccionista John Maloof encontró, Maier había filmado su idea del paso de la vida:

Tenemos que dejar sitio a los demás. Esto es una rueda, te subes y llegas al final, alguien más tiene tu misma oportunidad y ocupa tu lugar, hasta el final, una vez más, siempre igual. Nada nuevo bajo el sol.

## Archivo fotográfico
En 2007 John Maloof estaba buscando información para escribir un libro de historia sobre Chicago NW Side llamado Portage Park y acudió a una subasta donde compró un archivo de fotografías por unos 380 USD. La casa de subastas había adquirido sus pertenencias de un almacén guardamuebles porque había dejado de pagar las cuotas.
John Maloof comenzó a revisarlo y lo descartó para su investigación. Decidió revelar una parte y revenderla en Internet. Fue entonces cuando el reputado crítico e historiador de fotografía Allan Sekula se puso en contacto con él para evitar que siguiera dispersando aquel material prodigioso y lleno de talento. Maloof, consciente del tesoro rescatado prácticamente de la basura, empezó un minucioso trabajo de investigación, recuperación y protección del archivo de Vivian Maier.
Aquello le movió a hacer fotografías similares. Compró la misma cámara Rolleiflex que tenía Vivian Meier y fue a los mismos lugares para hacer fotografías.
Investigó sobre su vida y localizó una tienda de fotografía llamada Central Camera donde Vivian solía acudir a comprar rollos de película. Prefería los carretes extranjeros en lugar de los estadounidenses.
Gracias a la familia Gensburg, para la que Vivian había trabajado durante diecisiete años, John Maloof pudo recuperar dos cajones grandes que iban a ser tirados a la basura. Contenían correspondencia, recortes de periódico y carretes fotográficos en color. De los 100.000 negativos, unos 20.000 o 30.000 todavía estaban en los carretes sin revelar desde 1960 a 1970. John Maloof consiguió revelar los carretes con éxito. Los negativos que reveló Vivian estaban colocados en tiras y tenían la fecha y la localización escritas en francés. John Maloof buscó más información en internet y encontró que había fallecido dos días antes de la búsqueda.
En noviembre de 2010 habían escaneado 10.000 negativos y tenían pendientes de escanear otros 90.000. También quedaban unos cientos de carretes en blanco y negro y unos 600 carretes de color por revelar. Su trabajo muestra escenas callejeras de Chicago y Nueva York entre las décadas de 1950 y 1990.

## Trabajos sobre ella
- MALOOF, John, Vivian Maier: Street Photographer, Powerhouse Books, 2011, 144 pp. ISBN 1576875776 978-1576875773
- Película Finding Vivian Maier  realizada por John Maloof y Charlie Siskel, 2013.[5]
- Documental Imagine Vivian Maierː who took nany's pictures? realizado por Jill Nichols en 2013.
- "Una vida prestada", por Berta Vías Mahou. Editorial Lumen, 2018.

## Exposiciones

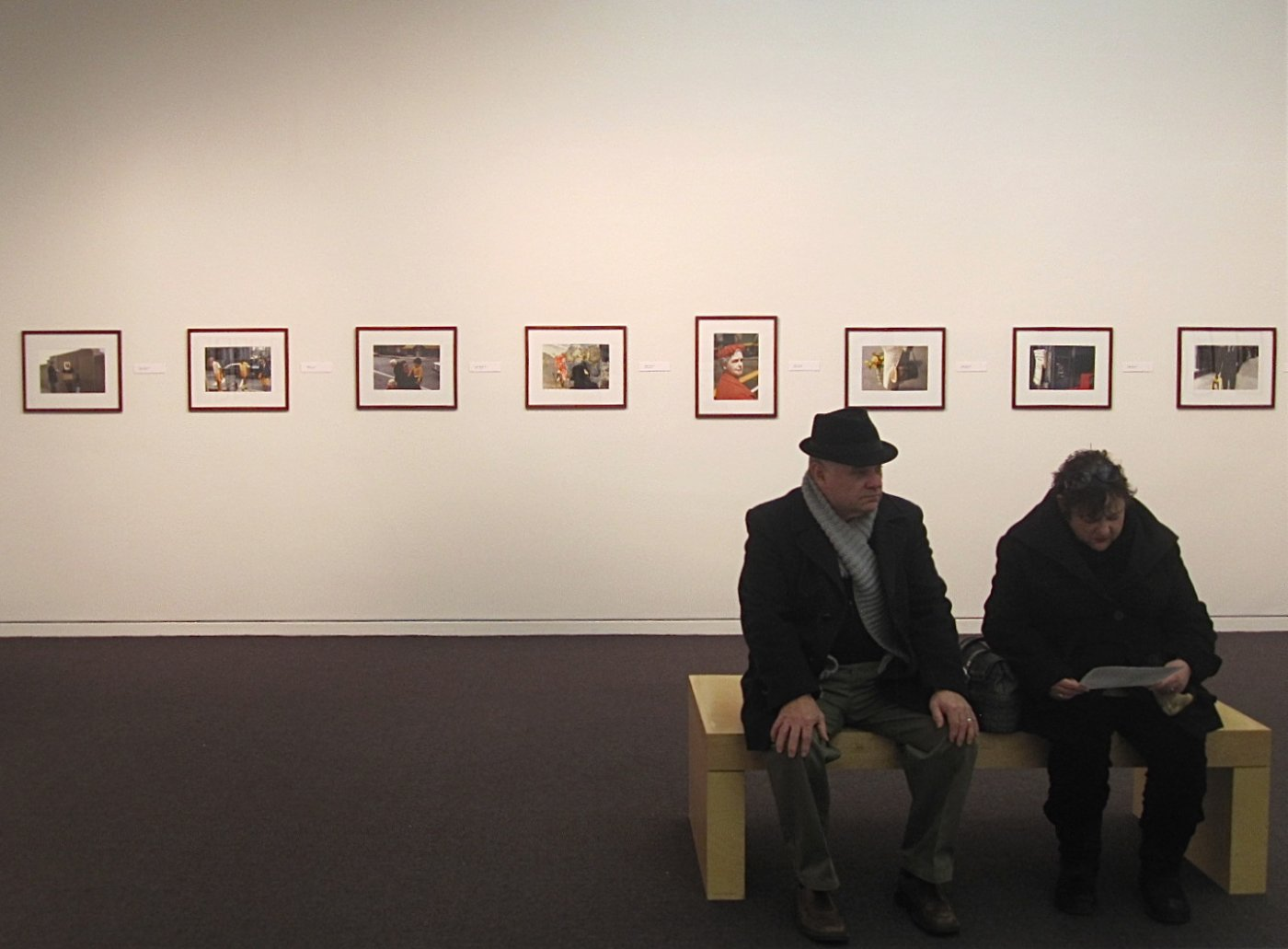
Finding Vivian Maier: Chicago Street Photographer, exposición de su trabajo en 2011

- Finding Vivian Maier, 18 de noviembre a 4 de diciembre de 2010 en The Apartment Gallery (Apartment 02), Oslo, Noruega[8]
- 15 de marzo a 30 de abril de 2010 en Bruun's Galleri, Århus, Dinamarca[9]
- Finding Vivian Maier: Chicago Street Photographer, 7 de enero a 3 de abril de 2011 en el Chicago Cultural Center[10][11]
- Twinkle, twinkle, little star..., 27 de enero a 28 de abril de 2011 en la Galerie Hilaneh von Kories, Hamburgo, Alemania[12]
- Vivian Maier, Photographer, 15 de abril a 18 de junio de 2011 en la Russell Bowman Art Advisory, Chicago, Illinois, Estados Unidos[13]
- Vivian Maier - A Life Uncovered, 1 de julio a 24 de julio de 2011 en el London Street Photography Festival, Londres[14]
- Vivian Maier, Photographer, 18 de julio de 2011 al 11 de enero de 2012 en la Hearst Gallery, Nueva York[15]
- Vivian Maier - A Life Uncovered, 29 de julio a 16 de septiembre de 2011 en la Photofusion Gallery, Londres[9]
- Vivian Maier, Photographer, 22 de septiembre a 12 de noviembre de 2011 en la Stephen Cohen Gallery, Los Ángeles, Estados Unidos[16]
- 15 de diciembre de 2011 a febrero de 2012 en la Steven Kasher Gallery, Nueva York, Estados Unidos[17]
- 15 de diciembre de 2011 a 28 de enero de 2012 en la Howard Greenberg Gallery, Nueva York, Estados Unidos[9]
- Vivian Maier - Hosted by Tim Roth, 17 de diciembre de 2011 a 28 de enero de 2012 en la Merry Karnowsky Gallery, Los Ángeles, Estados Unidos[9][18]
- Vivian Maier - Photographs 27 de enero a 7 de abril de 2012 en la Jackson Fine Art, Atlanta, Estados Unidos[19]
- A la recherche de Vivian Maier («En búsqueda de Vivian Maier»), 28 de junio a 3 de julio de 2011, Saint-Julien-en-Champsaur; 5 de julio a 5 de agosto de 2011 en la Gap Library, Gap, Hautes-Alpes, Francia.[20]
- Lo sguardo nascosto (La mirada oculta), 1 de octubre a 15 de noviembre de 2012, Brescia, Italia.[21]
- Vivian Maier - 26 de abril a 29 de junio de 2013, Antwerp, Bélgica, Gallery51[22]
- Vivian Maier - 8 de mayo al 8 de julio de 2013, Valladolid, España, Sala Municipal de exposiciones de San Benito.[23]
- Vivian Maier - 15 de octubre al 12 de diciembre de 2015, Santiago, Chile, Corporación Cultural de las Condes.
- Vivian Maier - Street photographer - 9 de junio al 16 de agosto de 2016, Madrid, España, Fundació Canal.
- Vivian Maier - In Her Own Hands - 6 de junio al 10 de septiembre de 2016, Barcelona, España, Fundació Foto Colectania.
- Vivian Maier – Street Photographer, 2018, WestLicht, Vienna, Austria.[24]
- Vivian Maier - Works in Color 2020, Museo de Fotografía de Espuma de Ámsterdam, Países Bajos.[25]
- Exposición de Vivian Maier en el Museo de Luxemburgo de París, 2021/2022.[26]
- Vivian Maier: In Color, 8 de mayo de 2021 al 31 de diciembre de 2022, Museo de Historia de Chicago.[27]
- Vivian Maier - Exhibition Inedita, 2022, Museos Reales de Turín, Italia.[28]
- Vivian Maier - The Self-Portrait and its Double, 2022, Centro de Bellas Artes, Bruselas, Bélgica.[29]
- Vivian Maier: Anthology, 2022, Galería MK, Milton Keynes, Reino Unido.[30]
- Vivian Maier: Unseen Work, 2024, Fotografiska New York.[31]
- Vivian Maier - Anthology, 2024, Haus der Fotografie Olten.[32][33]